# Lacrime di coccodrillo

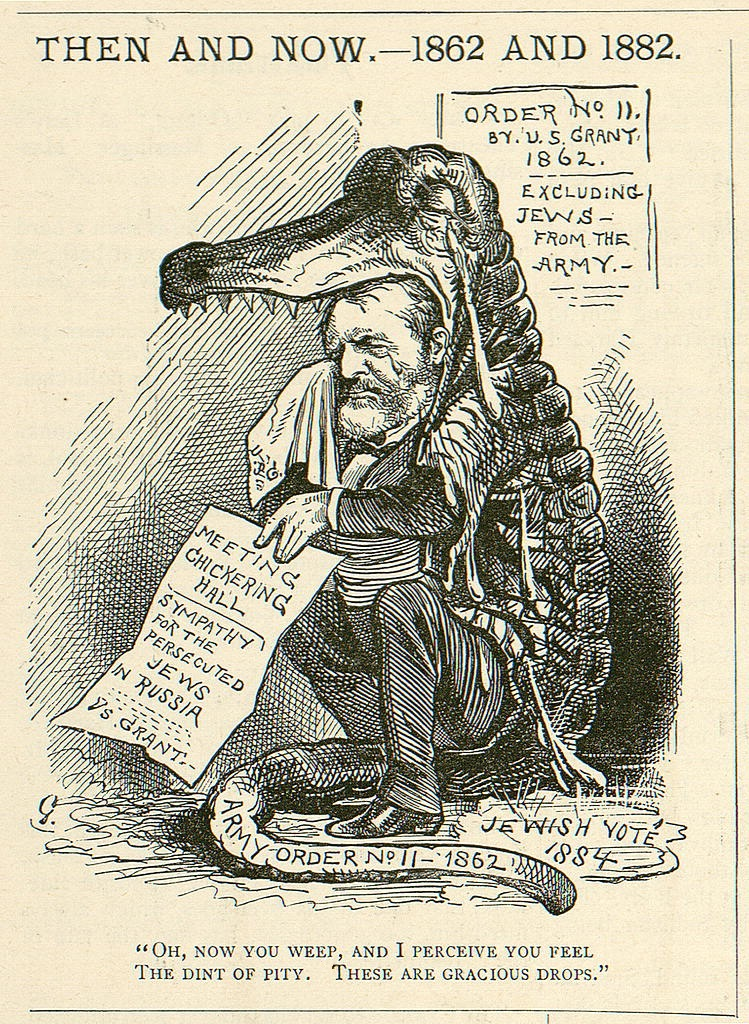
Vignetta di Bernhard Gillam in occasione le elezioni presidenziali degli Stati Uniti del 1884, in cui Ulysses S. Grant, che fece escludere gli ebrei dall'esercito, piange "lacrime di coccodrillo" per il destino degli ebrei perseguitati in Russia, in modo da ottenere il voto di quelli statunitensi.

"Piangere lacrime di coccodrillo" è un modo di dire di uso comune che si riferisce a chi finge di provare dispiacere quando in realtà non ha alcun interesse (o, a volte, è anche compiaciuto) per il dolore o il danno arrecato. L'espressione si usa anche quando il danno arrecato ricade proprio su chi lo ha provocato, sottintendendo che questi avrebbe potuto/dovuto prevedere le conseguenze per lui negative dell'atto che stava per compiere.
Nella tradizione della Grecia antica, un'espressione simile era "lacrime megaresi", riferita all'indole degli abitanti di Megara, ritenuti falsi e ipocriti dagli Ateniesi.

## Origine
Il detto trae origine dal mito secondo cui i coccodrilli verserebbero lacrime di pentimento dopo aver ucciso le loro prede o dopo averle divorate. Esistono diverse varianti di questo mito; spesso la credenza è riferita in modo specifico al caso di coccodrilli che divorano prede umane, ma in alcuni casi viene anche riportato che a piangere sarebbe la femmina di coccodrillo che ha appena divorato i propri piccoli. 
Questo mito risale almeno al XIII secolo, e fu diffuso nella cultura popolare europea, fra l'altro, dal libro Viaggi di Giovanni di Mandeville, del XIV secolo. Lo stesso William Shakespeare venne in contatto con questa leggenda a cui fa riferimento in un passo dell'Otello:
(Otello, atto quarto, scena prima.)
In verità, i coccodrilli lacrimano, talvolta anche in modo vistoso, per motivi puramente fisiologici: tali lacrime hanno lo scopo di ripulire il bulbo oculare e lubrificarlo in modo da facilitare il movimento della terza palpebra che lo protegge in immersione; inoltre, hanno la funzione di espellere i sali che si accumulano nell'organismo dei coccodrilli. Non avendo la sudorazione, i coccodrilli possono espellere i sali solamente attraverso le lacrime e gli escrementi.
La lacrimazione aumenta se il coccodrillo rimane a lungo fuori dall'acqua.